# Château de Canossa
Le château de Canossa est un château situé à Canossa, dans la province de Reggio d'Émilie, en Italie. 
Il est surtout connu comme le lieu de la pénitence de Canossa (1076-1077), au cours de laquelle l'empereur Henri IV vint s'agenouiller devant le pape Grégoire VII afin que ce dernier lève l'excommunication prononcée contre l'empereur germanique.